# Grewia huluperakensis
Grewia huluperakensis är en malvaväxtart som beskrevs av Ian Mark Turner. Grewia huluperakensis ingår i släktet Grewia och familjen malvaväxter. Inga underarter finns listade i Catalogue of Life.